# Эрменрик
Эрменри́к (др.-англ. Eormenric) — король Кента во второй половине VI века. Первый правитель королевства Кент, титул которого можно документально подтвердить.

## Происхождение
Эрменрик происходил из кентской королевской династии Эскингов, однако его точное происхождение в источниках описывается противоречиво. Беда Достопочтенный в «Церковной истории народа англов» выводит происхождение рода от Хенгиста — одного из двух легендарных основателей королевства Кент. Сообщая о происхождении короля Этельберта I, Беда приводит следующую родословную: тот показан сыном Эменрика, внуком Окты, внуком Эска и правнуком Хенгиста. Однако этому известию противоречит родословная королей Кента, приведённая в так называемой «Английской коллекции королевских генеалогий», которая указывает Эска не сыном Хенгиста, а внуком, указывая Окту отцом, а не сыном Эска. Ненний «Истории бриттов» показывает Эрменрика сыном Окты, внуком «Оссы» (Эска) и правнуком Хенгиста. Хронист X века Этельвард полагал, что Экс и Окта — это имена одного и того же человека, в результате чего сократил генеалогию на одно поколение. Барбара Йорк полагает, что подобные вариации родословных свидетельствуют о том, что истории о происхождении Кента относятся скорее к литературному миру саг, чем к подлинной исторической традиции. Исследовательница отмечает, что достоверная история Кентского королевства начинается только с Эрменрика.

## Биография
По мнению Барбары Йорк, в VI веке в Кенте было сильное франкское влияние. Доказательством этого исследовательница считает не только брак Этельберта I, сына Эрменрика, с франкской принцессой, но и погребальный инвентарь, найденный при раскопках в Кенте; при этом в нём встречаются не только предметы роскоши, но и свидетельства принятия франкской моды на одежду и других способов демонстрации статуса. Кроме того, первый элемент имени самого Эрменрика (Eormen) не был типичен для англосаксонских имён, однако был распространён среди представителей франкского королевского дома и аристократии, что Барбара Йорк считает дополнительным свидетельством франкского влияния во времена родителей короля, причём оно выходило за рамки простой торговли. Исследовательница полагает, что франкские источники и часть переписки, связанной с миссией, которую папа Григорий I отправил в Кент в 596 году могут подразумевать, что во второй половине VI века франкские монархи имели определённую степень господства в Кенте. Об этом может свидетельствовать и тот факт, что выходцы из Кента поселились на территории Франкского королевства в окрестностях Булони.
На основании имеющихся источников трудно определить, в какие годы Эрменрик управлял Кентом. Хронист XII века Уильям Мальмсберийский указывал, что Окта и его сын Эрменрик правили в течение 53 лет. При этом «Англосаксонская хроника» в одном месте сообщает, что Этельберт I, сын Эрменрика, взошёл на престол в 565 году и правил 53 года, однако о его смерти сообщает в 616 году; соответственно, есть если он действительно правил 53 года, его должен был умереть около 563 года. Беда считал, что Эрменрик должен был взойти на престол в 560 году и правил 56 лет. Уильям Хант полагал, что Окта умер примерно в 532 году. В современных исследованиях в качестве года смерти Окты встречается также 540 год. Барбара Йорк относит начало правления Эрменрика к 550-м годам. 
При этом общепринятая датировка начала правления Этельберта (560 год), по мнению Барбары Йорк и Д. П. Кирби, является ошибочной. Даже если принять известие одного из поздних источников, что он родился в 552 году, брачного возраста Этельберт мог достигнуть только в 575—580 году. Кроме того, Берта, жена Этельберта I, родилась между 560 и 568 годами. Григорий Турский, сообщая об браке, не называет его дату, но не называет мужа Берты королём. В другом месте он её мужа называет «сыном короля в Кенте». Барбара Йорк интерпретирует это сообщение так, что и в момент брака, и в тот момент, когда Григорий писал о смерти матери Берты, Эрменрик ещё был королём. На основании этого исследовательница делает вывод, что даже если Григорий и не был полностью информирован о наследовании в Кенте, во второй половине VI века в нём правил Эрменрик, а сообщение Беды о 56 годах правления Этельберта, умершего в 616 году, является ошибочным. Барбара Йорк делает предположение, что более вероятно «56 лет» означает возраст короля в момент смерти. И хотя неизвестно, когда именно Этельберт I стал бретвальдой, согласно уэссекской традиции, прежний «великий властитель», Кевлин Уэссекский, лишился власти в 692 году. Соответственно, начало правления Этельберта I (и смерть его отца Эрменрика), вероятно, относится к периоду между 589 и 592 годами.

## Брак и дети
Имя жены Эрменрика неизвестно. Дети:
- Этельберт I (умер в феврале 616), король Кента[11].
- Рикула; муж: Следда (умер в 597), король Эссекса[11].